# Luganhan
Luganhan (en francès Lugagnan) és un municipi francès situat al departament dels Alts Pirineus i a la regió d'Occitània.

## Demografia
| 1962                                       | 1968 | 1975 | 1982 | 1990 | 1999 | 2007 |
| ------------------------------------------ | ---- | ---- | ---- | ---- | ---- | ---- |
| 163                                        | 165  | 158  | 143  | 173  | 171  | 174  |
| Des de 1962: població sense dobles comptes |      |      |      |      |      |      |

## Administració
| Període   | Identitat                | Partit |
| --------- | ------------------------ | ------ |
| 2001-2008 | Jean-Pierre Souverbielle | PRG    |
| 2008-     | Jacques Garrot           |        |